# راي بورنر
راي بورنر (بالإنجليزية: Ray Borner)‏ مواليد 27 مايو 1962، هو لاعب كرة سلة أسترالي سابق بدأ مسيرته الاحترافية في سنة 1980.

## روابط خارجية
- راي بورنر على موقع الاتحاد الدولي لكرة السلة (الإنجليزية)
- راي بورنر على موقع كرة السلة الأوروبية.كوم (الإنجليزية)
- راي بورنر على موقع كلية كرة السلة في سبورتس رفرنس.كوم (الإنجليزية)
- راي بورنر على موقع ريلجم (الإنجليزية)
- راي بورنر على موقع بروبوليرز (الإنجليزية)
- راي بورنر على موقع سبورتس رفرنس (الإنجليزية)
- راي بورنر على موقع أوليمبيديا (الإنجليزية)
- راي بورنر على موقع اللجنة الأولمبية الأسترالية (الإنجليزية)